# Osiak
Osiak, Germaniában élt ókori néptörzs. Tacitus Germanorum nationak nevezi őket, akik azonban pannóniai nyelvet beszéltek. Egyes modern kutatók szerint a mai Magyarország északnyugati részében, az Ipoly vidékén laktak. Tacituson kívül csak Capitolinus említi őket.